# Спарта (Тенеси)
Спарта (енгл. Sparta) град је у америчкој савезној држави Тенеси.

## Демографија
По попису из 2010. године број становника је 4.925, што је 326 (7,1%) становника више него 2000. године.
| Група             | 2000.         | 2010.         |
| Белци             | 4.201 (91,3%) | 4.432 (90,0%) |
| Афроамериканци    | 243 (5,3%)    | 275 (5,6%)    |
| Азијати           | 30 (0,7%)     | 25 (0,5%)     |
| Хиспаноамериканци | 53 (1,2%)     | 91 (1,8%)     |
| Укупно            | 4.599         | 4.925         |